# シトロン
シトロン（英語: citron; 仏: cédrat; 学名: Citrus medica）は、ミカン科ミカン属の常緑低木樹。漢名は枸櫞（くえん）。マルブッシュカン（丸仏手柑）、マルブシュカンともいう。レモンと類縁関係にある。ミカン科の常緑小高木。レモンと似ているが葉や果実がより大きく、香りもより強い。ブッシュカンの日本在来種で、九州南部の海岸地帯で栽培。寒さに弱く、枝にとげがあり、葉は楕円形。花は薄紫色。果実は長卵形でひだがあり、鮮黄色の広楕円形で冬に熟す。酸味が強く生食できない。果実は砂糖煮、果汁は飲料、果皮や葉は香料にし、またクエン酸をとる。
リンネの『植物の種』(1753年) で記載された植物の一つである。

## 特徴
原産はインド東部、ガンジス川上流の高地。しかし紀元前にはすでにローマや中国に伝来していた。またアメリカ大陸にはコロンブスによる到達以降に伝わった。日本では「本草図譜」（1828年）に記載されているので、江戸時代以前に伝わっていたと思われる。
枝にはとげが多い。葉は淡黄緑色、細長い楕円形で縁に細かいぎざぎざ（鋸歯）がある。新芽や花は淡紫色を帯びている品種が多く、花弁は細長い。
熟した果実の表面は黄色く、形状は品種により様々だが、一般に紡錘形で重さは150 - 200g。また頂部に乳頭が発達している。果皮はやわらかいが分厚く、果肉が少なく、果汁も少ない。また果肉がかなりすっぱい品種とそうでない品種がある。
ユダヤ教では一部の品種の果実をエトログ（ヘブライ語: אֶתְרוֹג）と呼び、「仮庵の祭り」で新年初めての降雨を祈願する儀式に用いる四種の植物の1つとする。
フランス語でシトロン（citron）と言った場合は本種ではなくレモンを指す。フランス語でシトロンを示す場合はセドラ（cédrat）と呼ぶ。ドイツ語 Zitrone・オランダ語 citroen も、主に「レモン」の意味で使われる。
ブッシュカン（仏手柑）はシトロンの変種 (C. medica var. sarcodactylus) である。

## 利用
果汁は飲料に使われたり、クエン酸の原料にされたりする。果皮は香料の原料とする他、砂糖漬けに加工され、シュトレン、パネットーネ、スフォリアテッレ、カンノーロなどの洋菓子に用いられる。

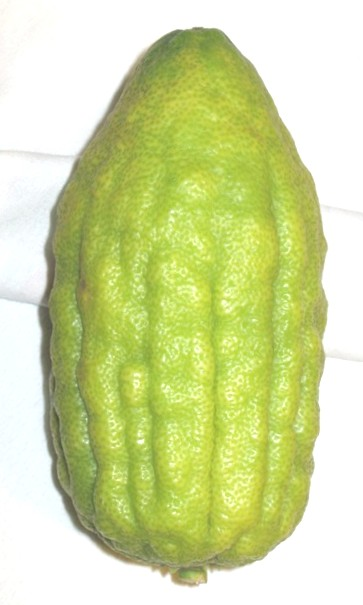
ディアマンテシトロン
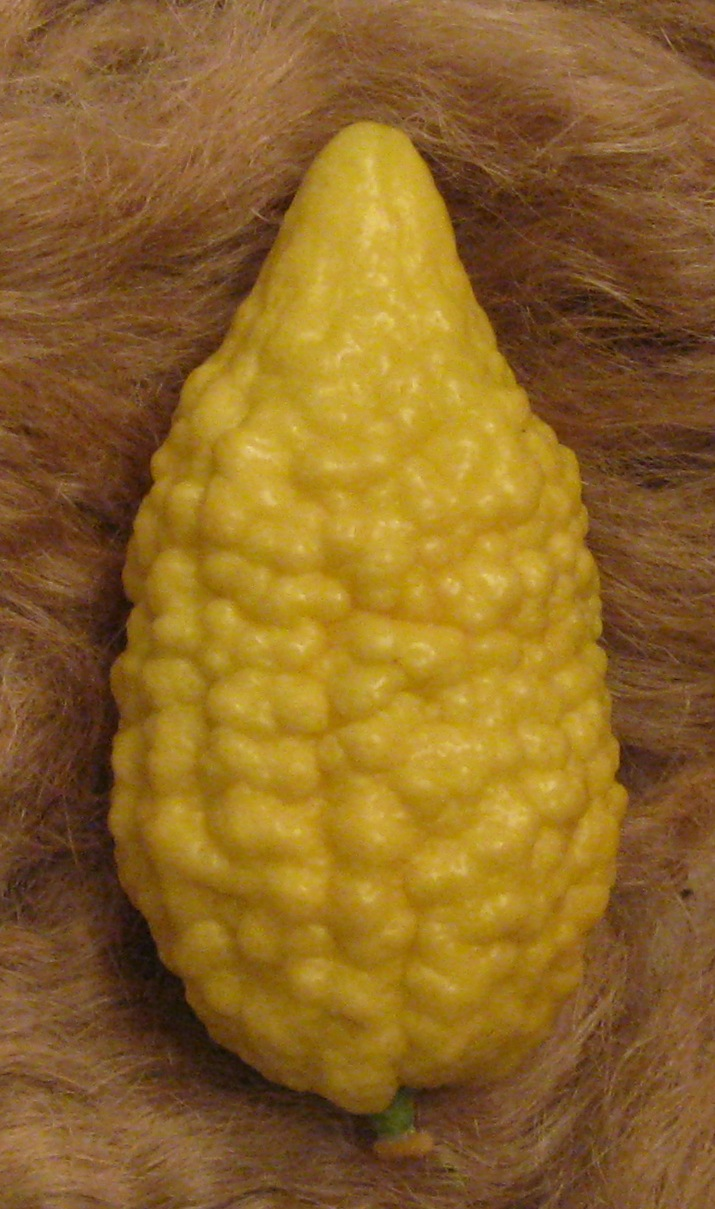
バラディーシトロン
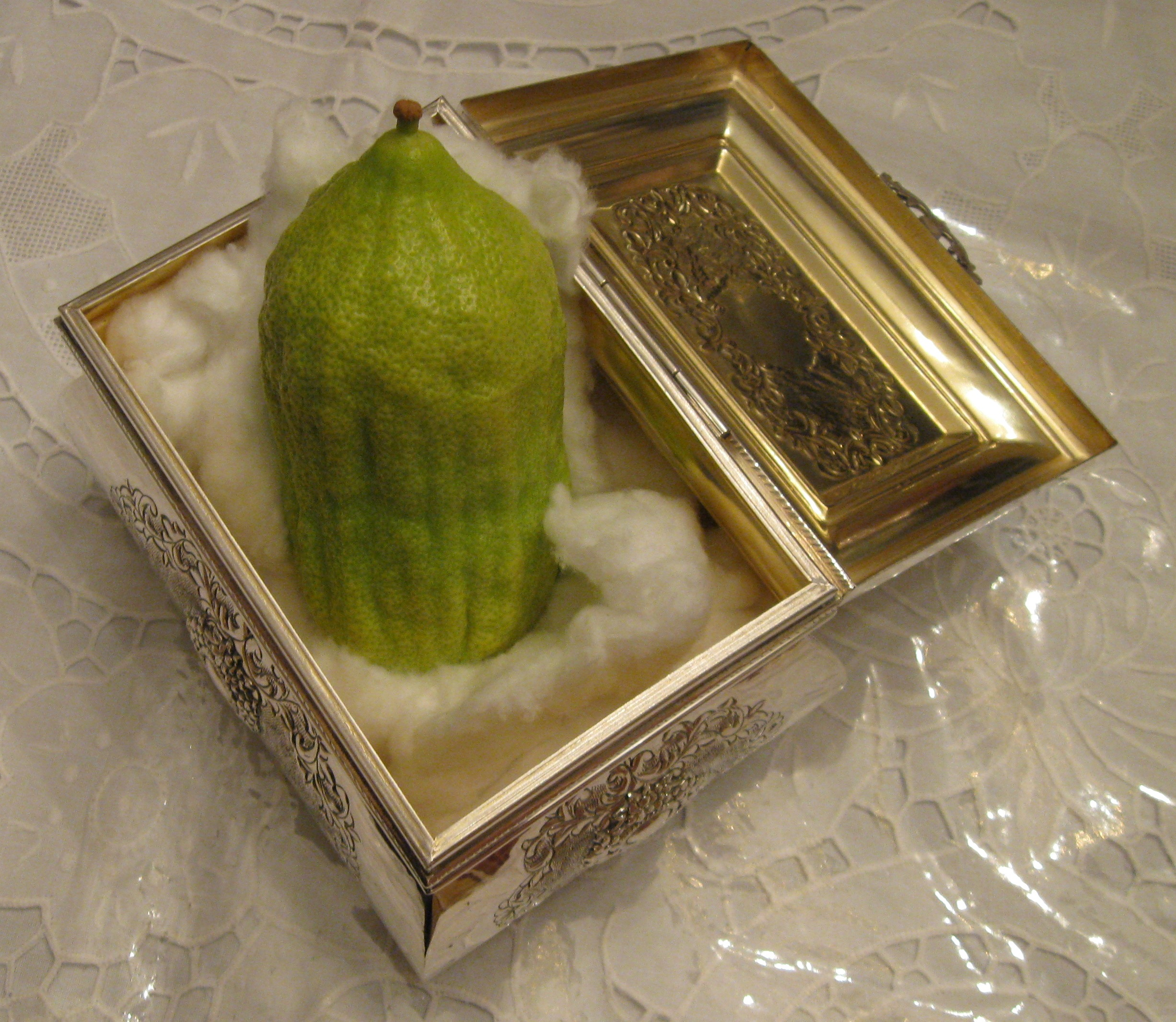
モロッコシトロン
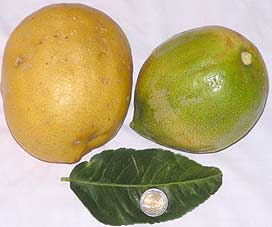
ナクソスシトロンと葉
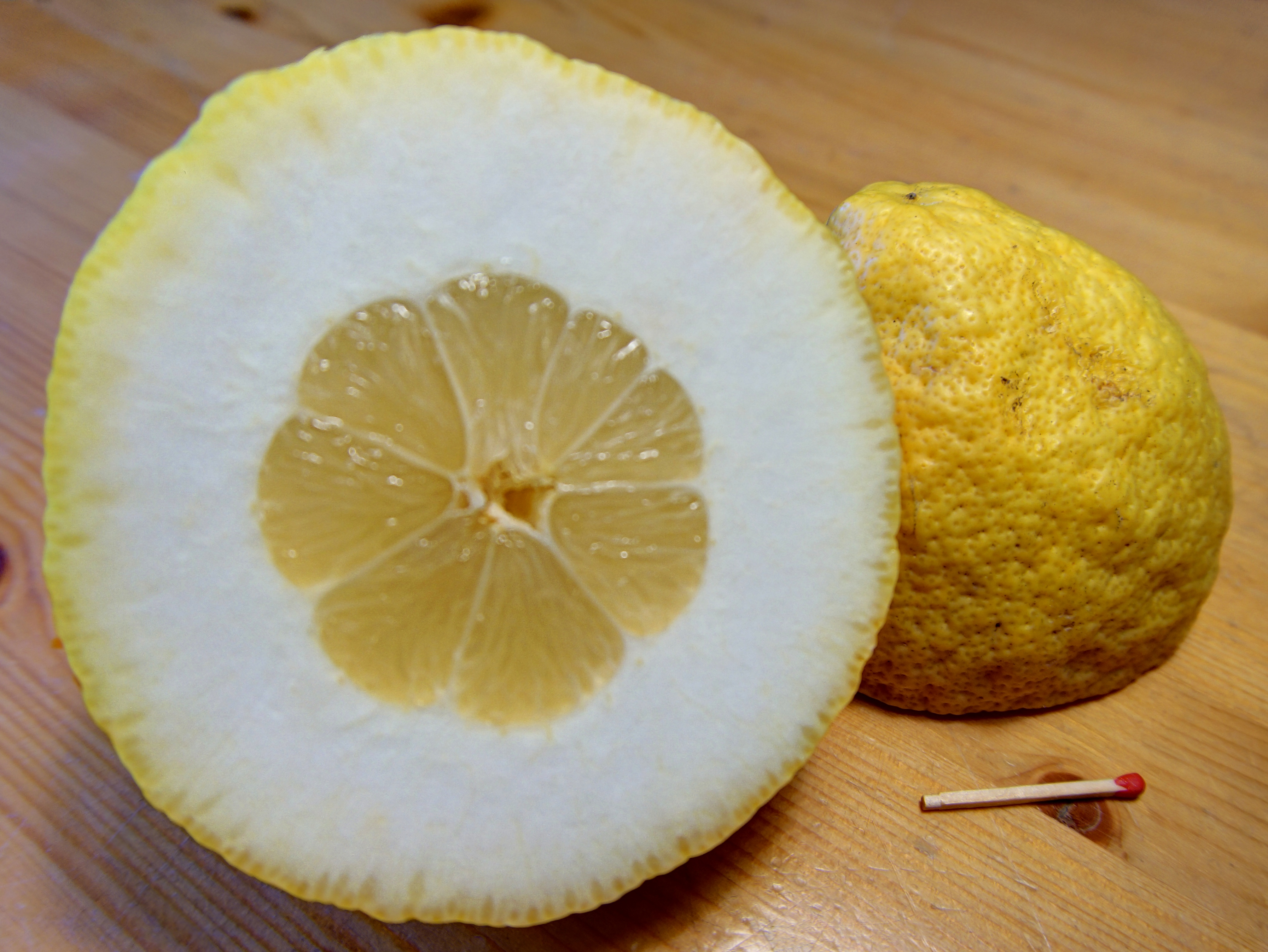
シトロンの断面
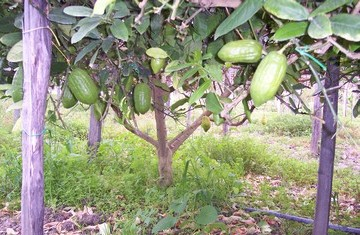
シトロンの木、カラブリア州
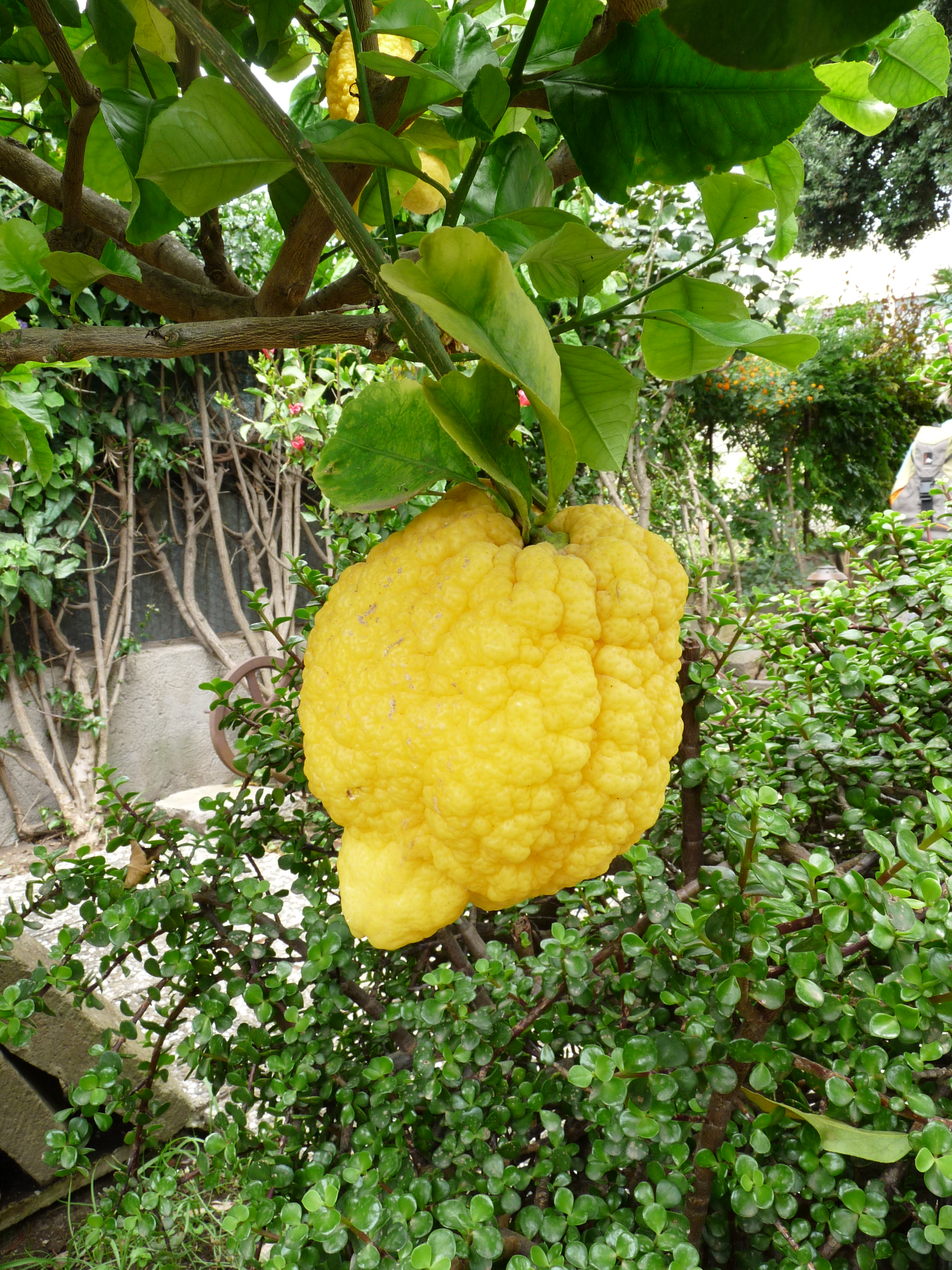
木に実ったシトロン
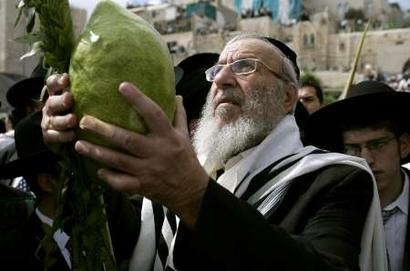
仮庵の祭りの儀式で用いられるイエメンシトロン、嘆きの壁にて
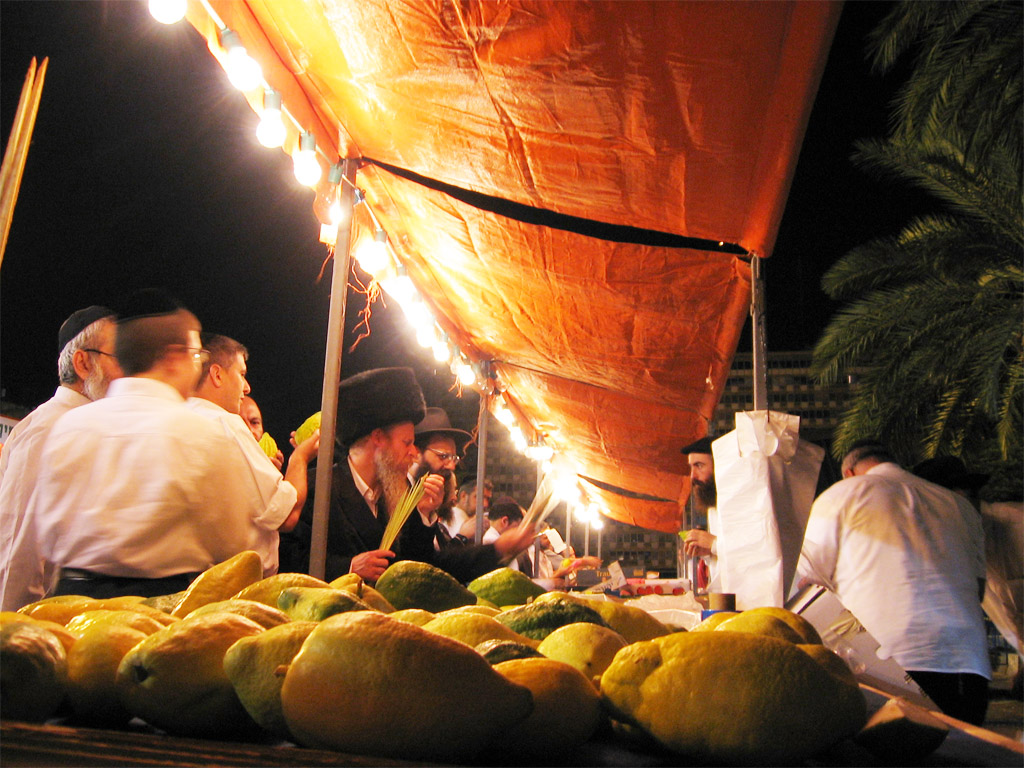
仮庵の祭り用の植物を売る露店で売られるシトロン
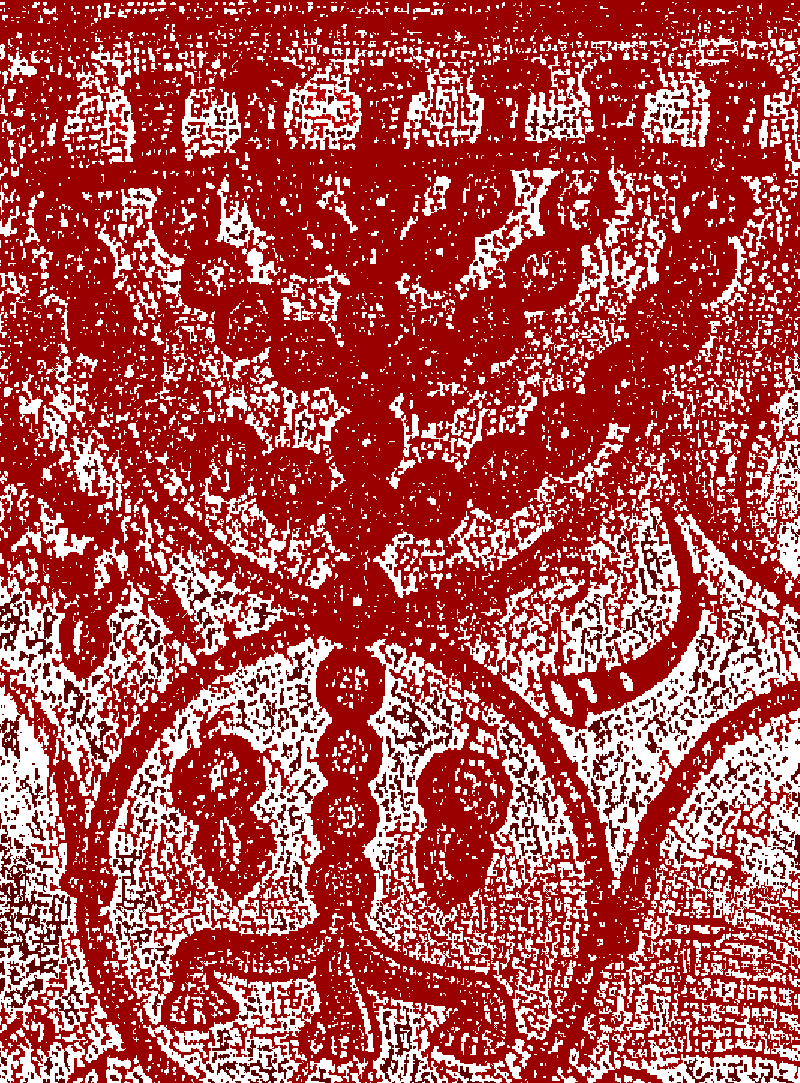
モザイク画に描かれたメノーラーとエトログ
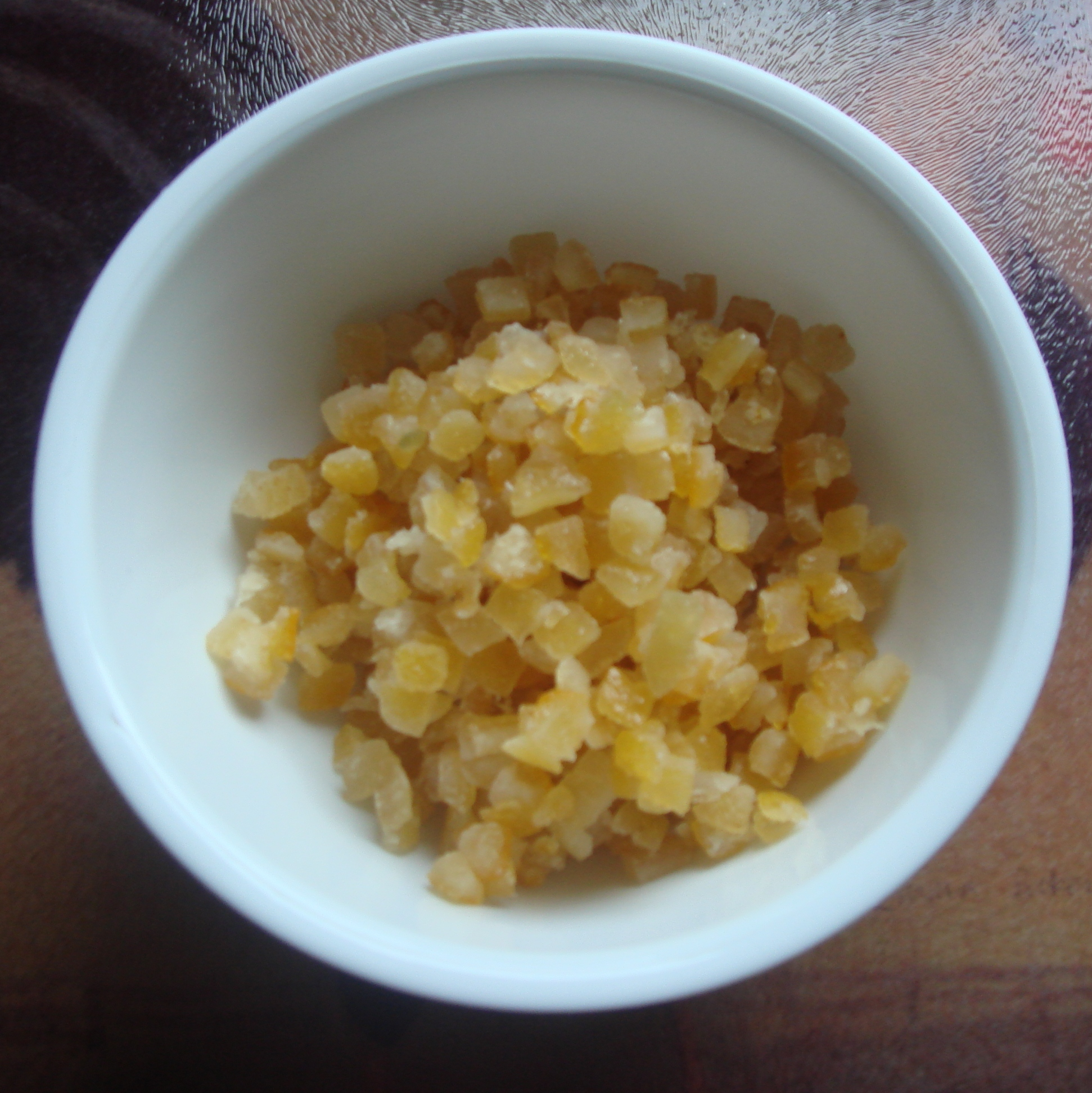
果皮の砂糖漬け
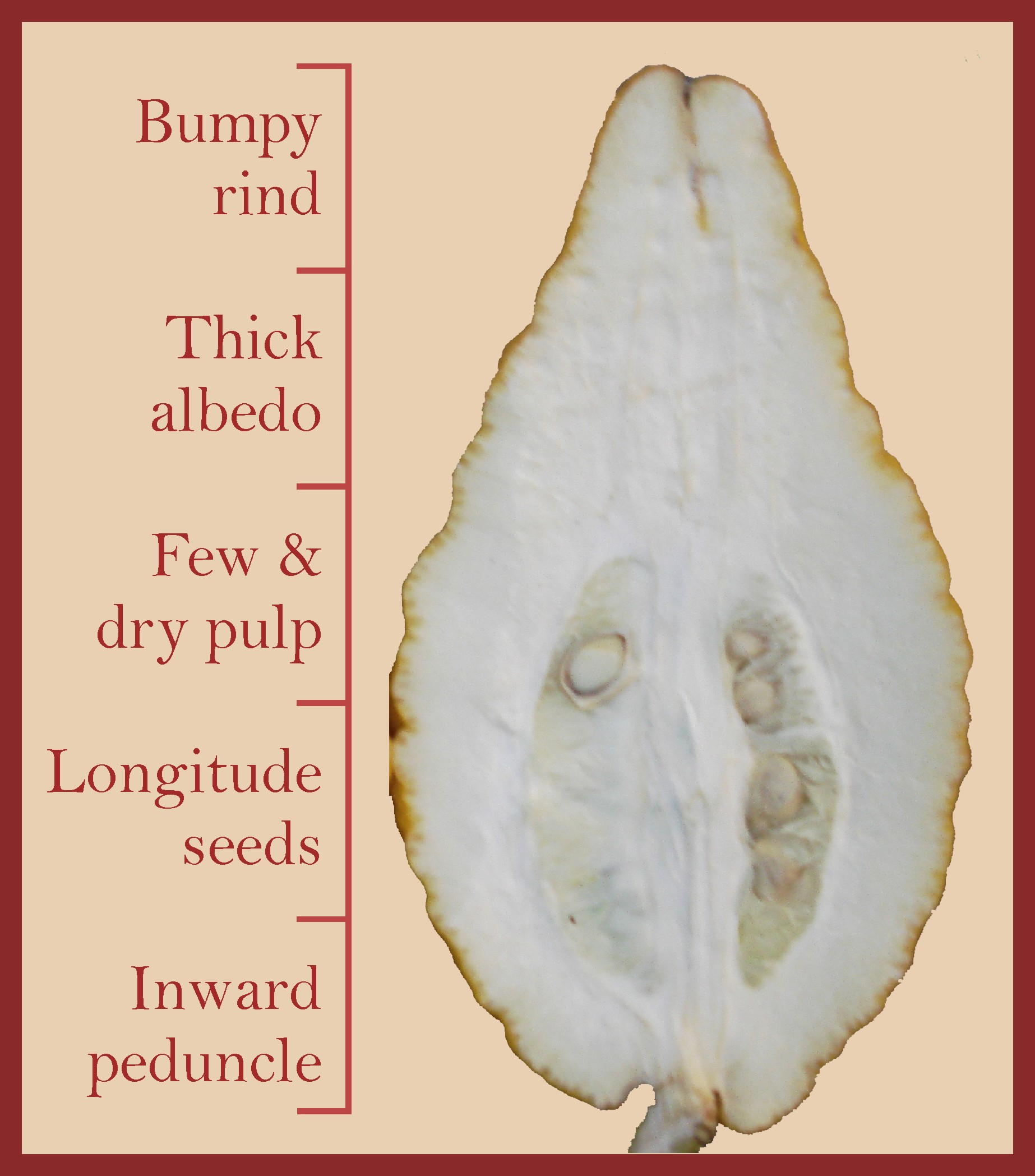
シトロンの内部構造